# Tygodnik Powszechny
«Tygodnik Powszechny» (Тыгодник повшехны, Универсальный еженедельник) — польский еженедельный общественно-культурный журнал, основанный кардиналом Адамом Стефаном Сапегой и выходящий в Кракове с 1945 года.

## История
Первый номер журнала вышел 24 марта 1945 года. Первоначально редакционная коллегия состояла из католического священника Яна Пивоварчика, Ежи Туровича (будущий многолетний главный редактор), Константы Туровского и Марии Чапской. Позднее к ним присоединились Зофия Старовейская-Морстинова, Стефан Киселевский, Леопольд Тырманд, Антоний Голубев, Павел Ясеница, Станислав Стомма, Ганна Малевская и Юзефа Гольмонт-Геннелова. В 1953 году издание журнала было запрещено из-за отказа публиковать на его страницах некролога Сталину. С 1953 по 1956 год издание выходило под другим названием «Tygodnik paxowski» с идентичной виньеткой, который сохранял нумерацию журнала «Tygodnik Powszechny».
Издание журнала под названием «Tygodnik Powszechny» возобновилось в декабре 1956 года. В этот же год редакция стала размещаться в современном здании по улице Висьльна. С этого года на страницах журнала публиковались Кароль Войтыла, Владислав Бартошевский, Ежи Завейский, Яцек Возьняковский, Стефан Мечислав Вильканович, Лешек Колаковский, Станислав Лем, Збигнев Херберт, Ежи Пильх, Тадеуш Кудлинский и Чеслав Згожельский. C журналом сотрудничало движение «Znak». Позднее журнал сотрудничал с Комитетом защиты рабочих.
С 50-х годов XX столетия на страницах журнала публиковался Чеслав Милош. «Tygodnik Powszechny» стал единственным польским журналом, в котором Чеслав Милош публиковал свои стихотворения после получения Нобелевской премии.
После введения Военного положения издание журнала прекратилось на несколько месяцев. С 1982 года журнал стал выходить со своей постоянной периодичностью. С 90-х годов XX столетия журнал перестал поддерживать религиозные взгляды и он стал критиковаться церковной иерархией за свои либеральные взгляды. После смерти в 1999 году многолетнего главного редактора Ежи Туровича главным редактором стал священник Адам Бонецкий, который в апреле 2005 года уволил руководителя политического отдела Кшиштофа Бурнетки из-за его публикации в газете «Gazetа Wyborczа» статьи «Nowe idzie, stare jedzie».
С 5 декабря 2007 года «Tygodnik Powszechny» стал выходить в меньшем формате. С этого времени был изменён его графический дизайн. В 2009 году из-за уменьшения объёма рекламы журнал столкнулся с финансовыми проблемами.
С марта 2011 года главным редактором стал Пётр Мухарский.